# Friedhelm Dräger

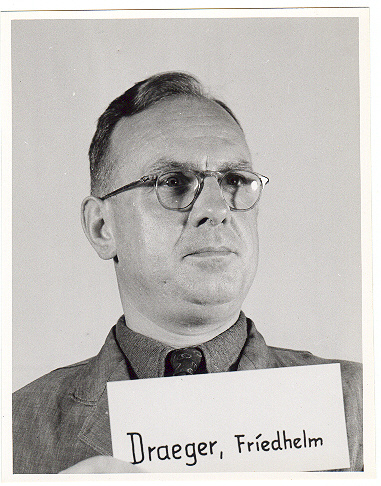
Friedhelm Draeger als Zeuge während der Nürnberger Prozesse

Friedhelm Dräger (* 21. Juni 1900 in Schöneberg bei Berlin; † 24. Januar 1993 in Frankfurt am Main) war ein deutscher Diplomat.

## Leben und Wirken

### Jugend und Ausbildung
Dräger war der Sohn des Polizeiwachtmeisters Robert Reinhold Dräger und seiner Ehefrau Anna Emilie Schülke. Nach dem Besuch der Volksschule wurde er an einer Oberrealschule unterrichtet, die er im Juni 1918 mit dem Abitur verließ. Anschließend nahm er bis zum Dezember 1918 am Ersten Weltkrieg teil. Danach studierte er von 1918 bis 1923 Staatswissenschaften an der Friedrich-Wilhelms-Universität Berlin, wo er im Juli 1923 zum Dr. rer. pol promovierte.
Nach dem Ende seiner Studien begann Dräger im Herbst 1923 als Bankbeamter bei der Deutsch-Südamerikanischen Bank zu arbeiten. Da er bereits als Student der Deutschen Volkspartei nahegestanden hatte und sich ab etwa 1923 erfolgreich als Wahlredner dieser Partei betätigte, wandte er sich ab 1925 hauptberuflich der Politik zu: Im Januar 1925 wurde Dräger Landessekretär der Deutschen Volkspartei in Anhalt, ein Posten, den er nahezu drei Jahre lang bekleidete.

### Laufbahn im Auswärtigen Dienst
1927 entschloss Dräger sich, in den Auswärtigen Dienst einzutreten: Zu diesem Zweck hielt er sich zunächst seit Oktober 1927 zu Sprachstudien in England und Frankreich auf. Während dieser Zeit war er vom 1. November 1927 bis zum März 1928 kommissarisch bei der deutschen Botschaft in Paris beschäftigt. Nach seiner Rückkehr wurde er am 21. April 1928 offiziell zum Dienst beim Auswärtigen Amt in Berlin einberufen. Dort war er nach seinem Dienstantritt zum 1. Mai 1928 in den folgenden Jahren in der Abteilung IV („Osteuropa, Skandinavien, Ostasien“) tätig. Am 27. Februar 1931 bestand er die Diplomatisch-Konsularische Prüfung.
Ab dem 11. März 1931 war Dräger bis zum 27. Mai 1931 in der Abteilung III (Britisches Reich, Amerika, Orient) tätig. Am 18. April wurde er zur Gesandtschaft in Mexiko abgeordnet, wo er am 18. Juni 1931 eintraf. Dort blieb er bis zum 16. April 1934.
Am 24. März 1934 wurde Dräger – der am 19. März zum Legationssekretär befördert worden war – mit der Amtsbezeichnung eines Vizekonsuls zum Generalkonsulat in New York versetzt, wo er seinen Dienst am 20. April antrat. In New York fungierte Dräger zunächst als Referent für Devisenangelegenheiten. Zum 1. August 1935 trat er der NSDAP bei (Mitgliedsnummer 2.552.045). 1935 oder 1936 übernahm er das Deutschtumsreferat in den USA und fungierte dabei als verantwortlicher Verbindungsmann zwischen der NSDAP-Auslandsorganisation und den Mitgliedern der NSDAP im Nordosten der Vereinigten Staaten, die er dann von Dezember 1937 bis Juni 1941 als Kreisleiter beaufsichtigte. In zahlreichen amerikanischen Publikationen wird er zudem mit deutschen Propaganda-, Sabotage- und Spionageaktivitäten in den Vereinigten Staaten in den ersten zwei Kriegsjahren in Verbindung gebracht.
Seine Stellung als Vizekonsul bzw. Konsul behielt Dräger knapp sieben Jahre lang bis zur Schließung der deutschen Konsularbehörden in den USA im Juli 1941 bei. Während dieser Zeit wurde er zum Konsul II Klasse (25. Oktober 1937) und I. Klasse (21. Dezember 1940) befördert.
Am 16. Juli 1941 reiste Dräger nach Europa ab. Wieder in Deutschland wurde er ab dem 7. August 1941 kommissarisch in der Personal- und Verwaltungsabteilung im Auswärtigen Amt beschäftigt (Dienstantritt 7. August 1941), wo er Aufgaben im Referat H (Aufbau des Auswärtigen Dienstes im Ausland, Personalien der höheren Beamten etc.) erledigte. Nach einem halben Jahr wurde Dräger im Februar 1942 als Leiter des dortigen Generalkonsulates nach Kavalla in Bulgarien versetzt. Diesen Posten behielt er bis zum März 1944 bei. Anschließend war er bis August 1944 an der Deutschen Botschaft in Paris beschäftigt. Von August 1944 bis April 1945 gehörte Dräger schließlich einer Dienststelle des Auswärtigen Amtes in Salzburg an. Nach der Auflösung derselben kehrte er zu seiner Familie zurück.

### Nachkriegszeit
Kurz nach dem Ende des Krieges wurde Dräger verhaftet. In der Folgezeit wurde er unter anderem als Zeuge im Rahmen der Nürnberger Prozesse verhört.

## Schriften
- Die kommunalen Steuern und ihre Gestaltung während der Kriegsjahre unter Zugrundelegung der Finanzverhältnisse der Stadt Berlin, 1923. (Dissertation)